# 芳荑站
芳荑站（：／ Bangi yeok */?）是首都圈電鐵5號線馬川支線沿線的一座地下車站，位於韓國首爾特別市松坡區梧琴洞與芳荑1洞的邊界。

## 車站結構
站體為2面2線側式月台的地下車站，候車月台設有月台幕門，並有4處出口；其中2處出口位於梧琴洞，另外2處則位於芳荑洞。
本站與可樂市場站間設有連結軌，供8號線列車進入高德車輛基地進行總檢修和整備使用。

### 月台配置
| 奧林匹克公園 ↑ |
| \| 上          |
| ↓ 梧琴         |

| 月台 | 路線                     | 目的地                       |
| ---- | ------------------------ | ---------------------------- |
| 上行 | ●首都圈電鐵5號線馬川支線 | 江東、峨嵯山、新吉、傍花方向 |
| 下行 | ●首都圈電鐵5號線馬川支線 | 梧琴、開籠、巨餘、馬川方向   |

## 歷史
- 1996年3月30日：落成啟用，當時車站編號為 556。

## 車站周邊
- 首爾梧琴初等學校
- 世輪中學
- 梧琴中學
- 梧琴高校
- 芳荑洞古墳群（朝鲜语：서울 방이동 고분군）
- 芳荑派出所
- 芳荑1洞住民中心
- Coffee Bay

## 圖片

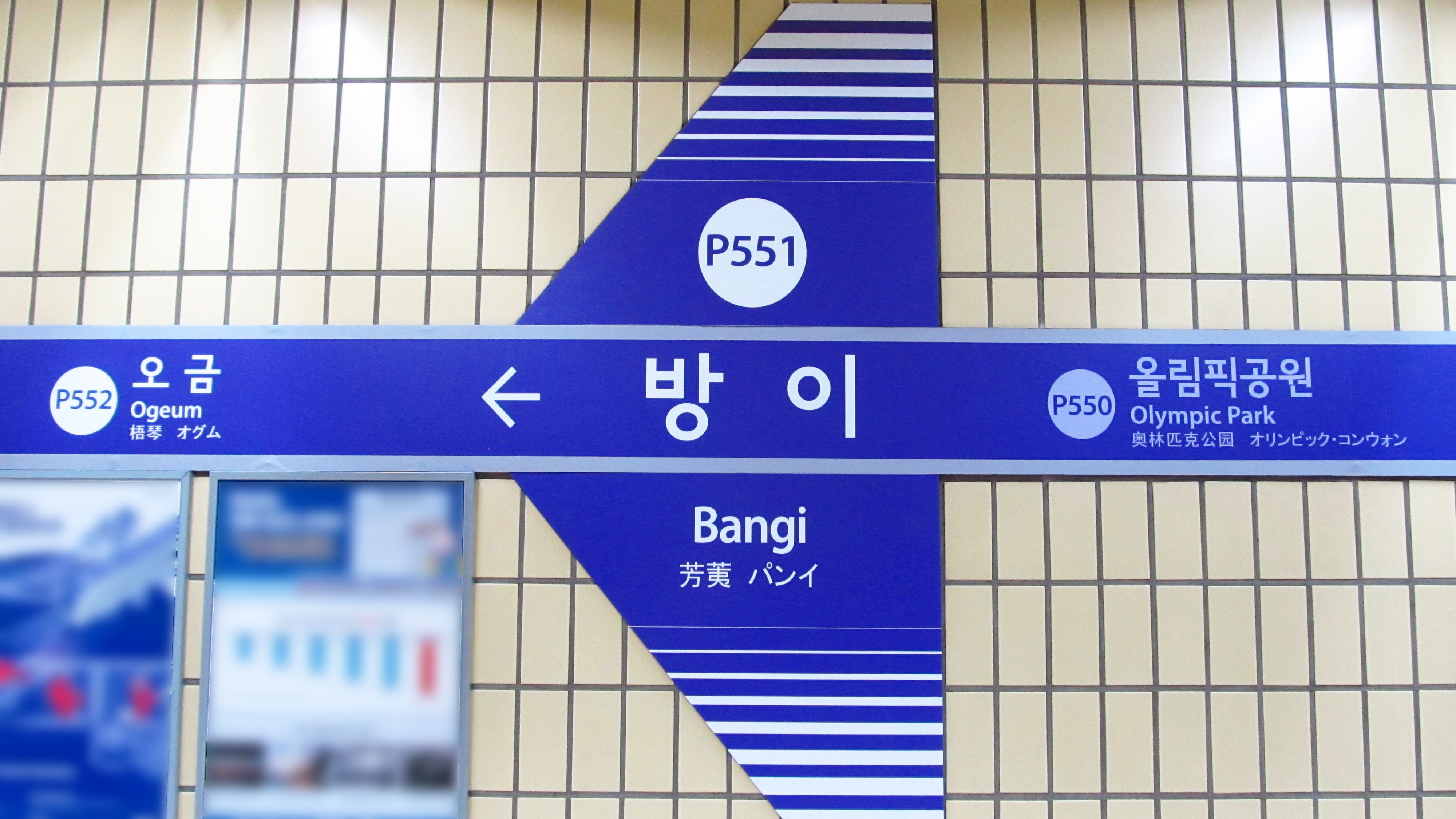
站名牌
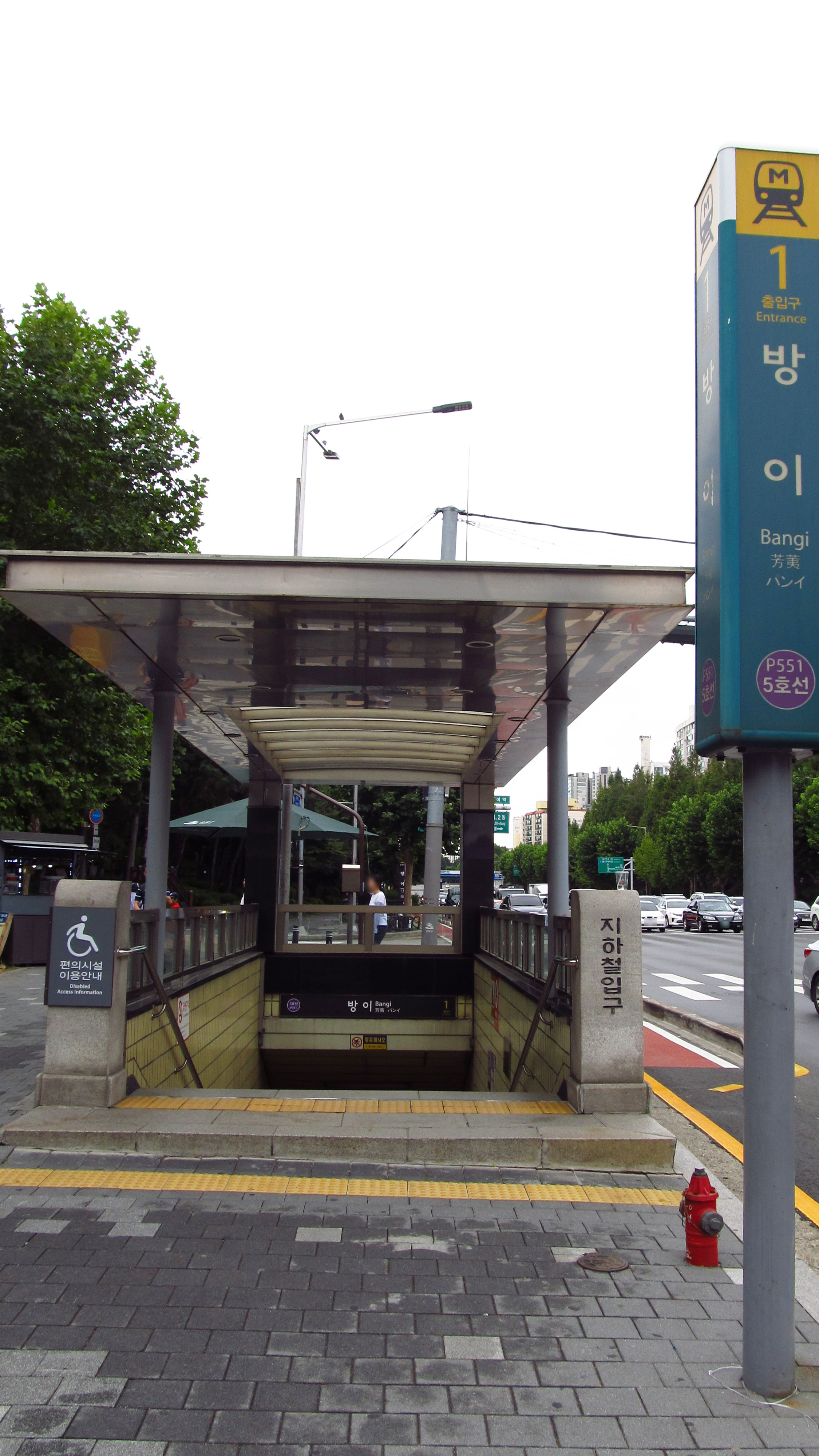
1號出口
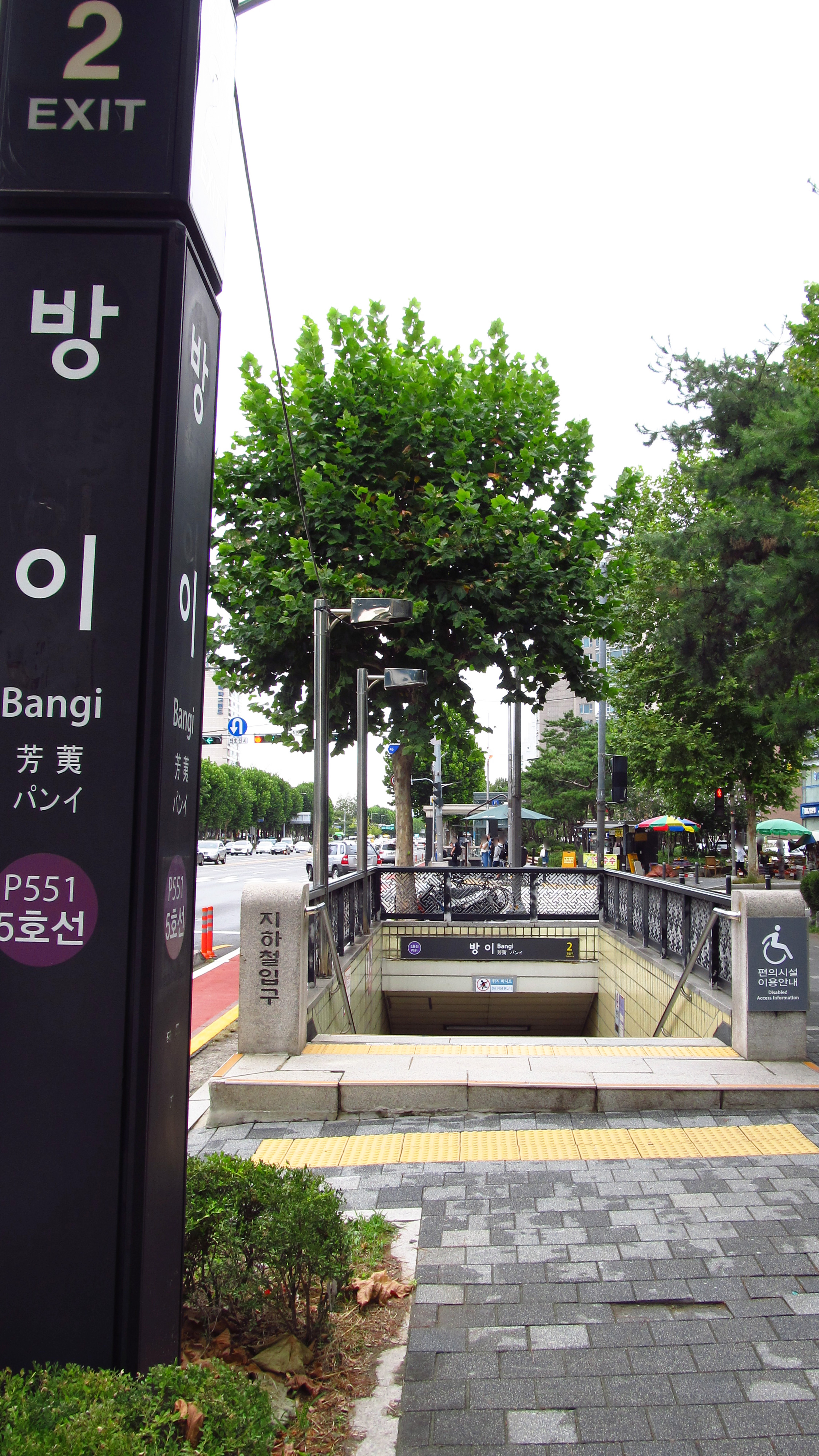
2號出口

## 相鄰車站
首爾交通公社
●首都圈電鐵5號線馬川支線
奧林匹克公園（P550）－芳荑（P551）－梧琴（P552）